# 三葉托梅脂鯉
三葉托梅脂鯉，為輻鰭魚綱脂鯉目脂鯉亞目锯脂鲤科的其中一個種。分布於南美洲圭亞那東北部淡水流域，體長可達43公分，棲息在底中層水域，生活習性不明。

## 扩展阅读
維基物種上的相關：三葉托梅脂鯉